# La Maîtresse et la Servante
La Maîtresse et la Servante est un tableau de Johannes Vermeer (huile sur toile, 90,2 × 78,7 cm) peint vers 1666-1667,  exposé dans la Frick Collection de New York. 

## Description
Dans cette œuvre, un certain nombre d'éléments distinctifs de Vermeer peuvent être remarqués : composition soignée, ses couleurs préférées: le bleu de la toile de soie et le jaune de satin de la veste, un environnement familial, des lettres, une profusion de perles et la manière subtile dont la lumière pénétrante est utilisée, ce qui procure un  blanc lumineux à la lettre et au visage de la dame ainsi que des reflets dans les perles, le verre et les couverts de la table.
Vermeer capture un moment dramaturgique; l'écriture de la jeune femme est interrompue par une femme de ménage qui lui tend une lettre, peut-être une lettre d'amour. Sa réaction est préoccupée, ce qui s'exprime par la façon dont elle met ses doigts sur son menton; la bouche est légèrement ouverte, elle a un regard pensif vers la lettre; cependant le peintre ne montre pas ses yeux. La femme de chambre a apparemment juste dit quelque chose et se penche en avant en donnant un soutien affectif. Vermeer ne donne aucune indication en arrière-plan ou aucun autre indice, mais se concentre sur l'instant précis, laissant le spectateur avec des questions.
La veste de satin jaune, bordée de fourrure d'hermine se retrouve sur cinq tableaux du peintre; on la retrouve sur Jeune femme écrivant une lettre, La Dame au collier de perles, La Femme au luth, et Une femme jouant de la guitare.

## Historique
Après la mort de Vermeer en 1675, le tableau se retrouve vraisemblablement chez Pieter van Ruijven.
Ainsi que de nombreuses œuvres de l'artiste, cette peinture est, selon toute probabilité, mentionnée dans l'inventaire de la vente aux enchères qui s'est tenue à Amsterdam le 16 mai 1696, avec le numéro 7, décrit comme « une jeune femme à qui une servante a remis une lettre » (« Prix : 70 florins »). Cette description pourrait également correspondre à La Lettre d'amour.
Le tableau est ensuite passé par plusieurs collections européennes, dont françaises, jusqu'en 1919 quand il est acquis par le magnat de l'acier et collectionneur d'art Henry Clay Frick, peu de temps avant sa mort.